# Valor de Liquidação
Valor de liquidação é o provável preço de um ativo quando não há tempo hábil para a venda no mercado aberto, reduzindo sua exposição a potenciais compradores. O valor de liquidação é tipicamente menor do que o Valor Justo de Mercado. Ao contrário do valor em caixa ou do valor mobiliário, certos ativos ilíquidos (ou ativos brutos), como imóveis, muitas vezes, necessitam de um período de vários meses a fim de obter o seu justo valor de mercado em vendas e geralmente vai ser vendido por um preço substancialmente mais baixo se uma venda é forçada a ocorrer em um curto período de tempo. Valor de liquidação pode ser o resultado de uma liquidação forçada ou liquidação ordenada, ambos pressupõem que a venda seja efetivada por um vendedor compelido a vender e um período de exposição que é menor do que o do mercado normal.

## Definição formal
A definição mais comum usada pela real estate appraisers é a seguinte: 
O mais provável é que o preço de um determinado interesse em imóveis provavelmente sofrerá influência de todas as seguintes condições:
- Consumação de uma venda ocorrerá dentro de um limitado período de mercado futuro especificado pelo cliente.
- As condições de mercado atual que prevalecem são as que o lucro do imóvel avaliado está sujeito.
- O comprador está atuando de forma prudente e de forma inteligente.
- O vendedor está sob forte compulsão de vender.
- O comprador está tipicamente motivado.
- O comprador está atuando no que ele considera seu melhor interesse.
- Estarão disponíveis esforço e tempo de marketing limitados para a conclusão de uma venda.
- O pagamento será feito a vista, em dólares americanos ou em termos de acordos financeiros comparáveis a isso.
- O preço representa o montante normal para a propriedade vendida, não sendo afetado por special financing ou creative financing ou por venda de concessões realizadas por qualquer um associado à venda.

Note que esta definição difere das definições mais comumente utilizadas de valor de mercado ou valor justo de mercado.